# 届カナイ愛ト知ッテイタノニ抑エキレズニ愛シ続ケタ…
「届カナイ愛ト知ッテイタノニ抑エキレズニ愛シ続ケタ…」（とどかないあいとしっていたのにおさえきれずにあいしつづけた）は、2005年8月10日にGacktが発表した楽曲、及び同曲を収録したシングル。通算23枚目のシングルである。発売元は日本クラウン。

## 概要
- 前作「Metamorphoze 〜メタモルフォーゼ〜」から、わずか3か月後のリリースとなった。
- 6thアルバム『DIABOLOS』の先行シングル。

## 収録曲
- 全作詞・作曲:Gackt.C

1. 届カナイ愛ト知ッテイタノニ抑エキレズニ愛シ続ケタ… (4:46)
東海テレビのドラマ『契約結婚』の主題歌。自身初のドラマ主題歌である。
ヘヴィ・バラードのナンバーとなっている。元々は普通のバラードに仕上げるつもりだったが、制作していくうちにヘヴィ・バラードの曲になったという。
2. Noesis (6:01)
3. 届カナイ愛ト知ッテイタノニ抑エキレズニ愛シ続ケタ… (Instrumental)
4. Noesis (Instrumental)

## 収録アルバム
- DIABOLOS (#1、#2)
- THE ELEVENTH DAY 〜SINGLE COLLECTION〜 (#1)